# Idagh är Herrans Sabbathsdagh
Idagh är Herrans Sabbathsdagh är en tysk sabbatspsalm av Nikolaus Selnecker, tryckt i  "New ordentlich Gesang Buch," Hannover, 1646, i 17 verser. Psalmen översattes och bearbetades till svenska av Jesper Swedberg till 22 verser.
Psalmens inledningsord 1695 är
Idagh är Herrans Sabbathsdagh
Förgätom eij hans sträng lag
Enligt 1697 års koralbok används melodin även till psalmerna Gud säger, att den salig är (nr 276) och Nu denna dag förliden är (nr 374)

## Publicerad som
- Nr 230 i 1695 års psalmbok under rubriken "om Herrans Sabbathsdagh".